# ITunes Festival: London 2007
iTunes Festival: London 2007 – EP brytyjskiej piosenkarki soulowej Amy Winehouse, wydany 13 sierpnia 2007 roku przez wydawnictwo muzyczne Island Records. Minialbum zawiera 8 kompozycji wokalistki wykonanych podczas iTunes Festival w Londynie.

## Lista utworów
Opracowano na podstawie materiału źródłowego.
1. „Tears Dry On Their Own” – 3:20
2. „Back to Black” – 4:07
3. „Love Is a Losing Game” – 2:31
4. „Rehab” – 3:45
5. „Me & Mr. Jones” – 2:50
6. „You Know I'm No Good” – 4:23
7. „He Can Only Hold Her” – 3:11
8. „Monkey Man” – 3:08